# Liber glossarum
El Liber Glossarum és un enorme compendi de coneixement utilitzat per compilacions posteriors durant l'edat mitjana, essent un treball de referència general utilitzat pels estudiosos contemporanis. És la primera enciclopèdia llatina en la que els temes estan ordenats alfabèticament. També se l'ha considerat com una enciclopèdia, glossari o diccionari. El Liber Glossarum va ser la font principal de Papias, així com va ser utilitzat pels humanistes italians de Florència, i posteriorment, va ser referenciat per diferents erudits fins al segle xvii.

## Història
Les còpies més primitives del Liber Glossarum van ser escrites en escriptura merovíngia de tipus Corbie, en minúscules carolíngies. Per aquest motiu s'ha dit que el treball probablement va ser creat al monestir de Corbie o en un convent proper durant l'època de l'abat Adalhard (780-814; 821-826). Adalhard era cosí de Carlemany, i donada la naturalesa immensa del projecte, probablement pot ser que la creació del Liber Glossarum hagués gaudit del suport dels governants Carolingis, incloent-hi a Carlemany.
S'ha dit que el Liber Glossarum era una part d'un esforç més gran dels emperadors carolingis i especialment de Carlemany per a reformar les àrees de la religió, l'administració reial, les organitzacions monàstiques i el llenguatge. Aquestes reformes estaven destinades en gran manera a crear estàndards objectius en tots els regnes francs. El "Renaixement carolingi" es refereix concretament l "floriment de la vida intel·lectual i cultural" durant els segles VIII i IX en el que avui és la França moderna.
Han sobreviscut aproximadament uns 7000 manuscrits llatins del segle ix, mentre que només en sobreviuen 2000 del període que abasta els segles del cinquè al vuitè. La producció i conservació de tants manuscrits és una indicació del flux cultural i intel·lectual de l'època. Aquest renaixement es va centrar en els centres de cultura i línies de desenvolupament que es van establir a l'Europa Occidental durant els segles anteriors. La dinastia carolíngia va recolzar un floriment de la vida intel·lectual amb recursos reials, és a dir, el van dirigir i se'ls pot atribuir la major part del crèdit del seu èxit. La reialesa carolíngia va recolzar aquest creixement intel·lectual per dos motius: una valoració general de la recerca del coneixement i el desig d'estandarditzar adequadament la vida religiosa i la pregària,.

## Organització
Utilitzant el Liber Glossarum, un erudit medieval podia buscar el significat d'una paraula individual i trobar nombrosos sinònims. Aquest erudit també podia estudiar tota la informació introduïda sobre un tema específic. La major part de les còpies del Liber Glossarum es van organitzar en centenars de pàgines cada una contenint més de 40 línies de text escrit. Cada columna contenia entrades alfabetitzades de paraules individuals i les seves respectives definicions.

## Manuscrits coneguts
Les còpies conegudes del Liber glossarum es troben majoritàriament disperses per tota França i Alemanya.
Una còpia gairebé completa del manuscrit es troba a París i a la Universitat de Dartmouth hi ha un full manuscrit per ambdues cares.

## Difusió delLiber glossarumen terres catalanes
Les recerques del paleògraf Jesús Alturo han permès detectar testimonis escrits de la difusió del Liber glossarum a Catalunya. En concret, a l'Arxiu Diocesà de Barcelona i a l'Arxiu Comarcal de Manresa.